# Die nackte Kanone
Die nackte Kanone (Originaltitel The Naked Gun: From the Files of Police Squad!) ist eine US-amerikanische Slapstick-Komödie aus dem Jahr 1988 und der erste von drei Teilen der Filmreihe des Regisseurs David Zucker. Das Drehbuch schrieb er zusammen mit seinem Bruder Jerry Zucker und seinem Kollegen Jim Abrahams. Die drei sind auch als ZAZ bekannt. 
Der Film ging aus der Fernsehserie Die nackte Pistole hervor. Im Rahmen der Die-nackte-Kanone-Reihe drehte Zucker später noch Die nackte Kanone 2½ (1991) und Die nackte Kanone 33⅓ (1994). Leslie Nielsen wurde durch seine Rolle als Frank Drebin in Die nackte Kanone im deutschsprachigen Raum zum bekannten Filmstar. 2025 ist eine gleichnamige Fortsetzung mit Liam Neeson in der Hauptrolle erschienen.

## Handlung
Als Lieutenant Frank Drebin von einem Einsatz in Beirut nach Los Angeles zurückkehrt, liegt sein Kollege Nordberg im Krankenhaus. Er wurde von sechs Kugeln getroffen und danach im Hafenbecken treibend gefunden. Bei einem Krankenbesuch sorgt Drebin durch seine Ungeschicklichkeit noch für eine weitere Zustandsverschlechterung des ohnehin schon lebensgefährlich Verletzten.
Der Industrielle Vincent Ludwig hatte befohlen, Nordberg zu töten, nachdem dieser einem Drogendeal auf die Spur gekommen war. Ludwig ist Chef einer kriminellen Organisation und plant im Auftrag eines Herrn Papshmir ein Attentat auf die britische Königin Elisabeth II. während ihres USA-Besuches.
Bei den Ermittlungen zum Anschlag auf den Polizisten Nordberg besucht und verhört Drebin Vincent Ludwig, gibt allerdings bei dem Verhör die Information preis, dass Nordberg noch lebt. Mit einer elektroinduzierten Hypnose bringt Ludwig einen Arzt dazu, dem wehrlosen Nordberg ein Kissen ins Gesicht zu drücken. Drebin kommt jedoch rechtzeitig dazu, verhindert den Anschlag und nimmt mit Hilfe eines beschlagnahmten Fahrschulwagens samt Lehrer und Schülerin die Verfolgung auf, in deren Verlauf die Schülerin noch ungeahnte Fähigkeiten offenbart und den Arzt in eine Sprengstofffabrik rasen lässt.
Dies nimmt Drebin zum Anlass, Ludwigs Wohnung während dessen Abwesenheit zu durchsuchen. Im Schein seines Feuerzeuges liest er die schriftliche Bestätigung Papshmirs, beim Tod der Königin 20 Millionen $ zu bezahlen. Die Bestätigung fängt Feuer, und beim anschließenden Brand verbrennen außer der Bestätigung auch noch diverse unbezahlbare Einzelstücke, mit denen sich Ludwig gegenüber Drebin beim ersten Zusammentreffen noch gebrüstet hatte. Deswegen wird Drebin suspendiert. Kurz danach betritt Ludwigs Assistentin Jane Spencer das Revier, von der sich Drebin wegen seiner These, dass Ludwig ein Verbrecher ist, getrennt hatte. Sie bestätigt den Anschlagsplan auf die Königin.
Im Verlauf des für den Anschlag ausgewählten Baseball-Spiels im Angel Stadium of Anaheim durchsucht Drebin, als Schiedsrichter verkleidet, die Spieler, ohne eine Waffe zu finden. Ludwig hat einen Baseballspieler durch Hypnose so manipuliert, dass dieser auf ein Funksignal hin eine Waffe aus einer aufklappbaren Markierung herausnimmt und versucht, die britische Königin zu erschießen. Als der Baseballspieler die Waffe auf die Königin richtet, schießt Drebin mit einem Minipfeil eine dicke Frau aus der darüber liegenden Zuschauertribüne bewusstlos, die dann auf den Spieler fällt und so den Anschlag verhindert. 
Da sie Zeugin des Ganzen ist, entführt Ludwig seine eigene Assistentin, wird aber von Drebin gestellt und auch mit einem Minipfeil betäubt. Er fällt über die Brüstung in die Tiefe und wird von der Dampfwalze überfahren. Dadurch wird mit einem erneuten Funksignal seine Assistentin hypnotisiert. Sie richtet eine Waffe auf Drebin mit der Absicht, ihn zu töten, aber er schafft es noch, sie aus der Hypnose zu erwecken.

## Trivia
- Weird Al Yankovic spielt sich selbst in einer kurzen Gastrolle.
- Den unter Hypnose stehenden Attentäter auf dem Baseballfeld spielte der damalige Profi-Baseballspieler Reggie Jackson.
- John Houseman, der den Fahrlehrer spielte, stand für den Film das letzte Mal vor der Kamera, er starb kurz nach den Dreharbeiten.
- Als Frank seinen Kühlschrank durchsucht, findet er etwas, das im Juni 1982 abgelaufen ist. Dies entspricht dem Erscheinungsjahr von Die nackte Pistole.
- Jedes Mal, wenn Frank sein Auto parkt, gibt es einen meist absurden Unfall.
- Drebins Charakter enthält teilweise starke Anleihen an Dirty Harry, freilich nicht ohne Karikatur. So beispielsweise sein Dialog mit der Bürgermeisterin in der englischen Originalversion:
Bürgermeisterin: l don't want any more trouble like you had last year. That's my policy.
Drebin: When l see five weirdos dressed in togas stabbing a guy in a park, l shoot the bastards. That's my policy.
 Im Vergleich zu Dirty Harry:
  Bürgermeister: I don't want trouble like you had last year in the Fillmore district. That's my policy.
Callahan: When an adult male is chasing a female with intent to commit rape, I shoot the bastard. That's my policy.
Allerdings handelte es sich bei Drebins „Verrückten“ um Schauspieler einer Freiluft-Aufführung von Shakespeares Julius Caesar.
- In der deutschen Fassung des Films wird eine Person dunkler Hautfarbe von einem Polizisten nach seinen Personalien gefragt. Dieser antwortet: „Whity Weißmann“. Dieser Dialog fehlt in der englischen Fassung des Films und wurde für die deutsche Fassung nachsynchronisiert.
- Die posthypnotische Aktivierung der Attentäter ist eine Parodie auf den Film Telefon.

## Kritiken
Der Film erhielt überwiegend positive Kritiken und erreichte bei Rotten Tomatoes eine Bewertung von 86 %, basierend auf 51 Kritiken. Bei Metacritic konnte ein Metascore von 76, basierend auf 13 Kritiken, erzielt werden.

„Die Handlung ist Auslöser für ein Feuerwerk von Slapstick-Gags, absurden Parodien und Veralberungen erfolgreicher Film- und Fernsehgenres. Nicht immer dezent und geschmackvoll, aber irrsinnig komisch.“

Die Deutsche Film- und Medienbewertung FBW in Wiesbaden verlieh dem Film das Prädikat „wertvoll“.

## Finanzieller Erfolg
Der Film erzielte in den USA und Kanada Einnahmen von 78,8 Millionen US-Dollar und 61 Millionen in den übrigen Märkten.

## Synchronisation
Der Film wurde von der Firma Berliner Synchron Wenzel Lüdecke synchronisiert. Dialogbuch und -regie stammen von Arne Elsholtz.
| Figur                  | Schauspieler      | Synchronsprecher   |
| ---------------------- | ----------------- | ------------------ |
| Lt. Frank Drebin       | Leslie Nielsen    | Horst Schön        |
| Jane Spencer           | Priscilla Presley | Uta Hallant        |
| Captain Ed Hocken      | George Kennedy    | Horst Niendorf     |
| Nordberg               | O.J. Simpson      | Arne Elsholtz      |
| Bürgermeisterin        | Nancy Marchand    | Bettina Schön      |
| Dominique              | Charlotte Zucker  | Christel Merian    |
| Fahrlehrer             | John Houseman     | Hans W. Hamacher   |
| Mrs. Nordberg          | Susan Beaubian    | Cornelia Meinhardt |
| Offizieller der Angels | Tony Criscione    | Alexander Herzog   |
| Papshmir               | Raye Birk         | Klaus Jepsen       |
| Ted Olsen              | Ed Williams       | Eric Vaessen       |
| Trainer der Angels     | Lawrence Tierney  | Otto Czarski       |
| Vincent Ludwig         | Ricardo Montalbán | Christian Rode     |